# برقع
في الإسلام، البرقع هو نوع من غطاء الوجه يصنع من قماش سميك يشبه «الورق» يسمى الشيل، ذهبي اللون يميل إلى السواد مع مرور الزمن وكثرة الاستعمال، تغطي به المرأة أهم معالم وجهها عندما يعقد قرانها أو كما يقال في اللهجة الإماراتية المحلية “تملك”، ويثبت البرقع على الوجه بواسطة خيوط حمراء مجدولة وتسمى خيوط الشبج، وفي المناسبات والأعراس تستخدم المرأة خيوط فضية أو ذهبية بدلاً عن خيوط الشبج. يَنتشر هذا النَوع في دَولة الإمارات العربية المتحدة وَسلطنة عمان وَقطر وَبين العرب في جنوب إيران وبعض بدو السعودية، وقد اختفى هذا النَوع تقريباً في الأيام الحالية، ولا يَزال موجوداً بين النساء اللواتي لا تقل أعمارهن عن 50 عاماً، واللاتي يعَشْنَ في المناطق الريفية.

## شكل البرقع
اختلفت أشكال وألوان البراقع من مكان لآخر حيث لأكثرهم يغطي نصف الوجه، وآخر يغطي فقط الأنف وفوق الحاجب قليلاً، وآخر يغطي كافة الرأس ما عدا العين، وآخر يغطي من الرأس وصولاً إلى السرة، والعين لا تكشف ويكون شفافًا قليلاً حتى يتسنى للمرأة الرؤية منه.
البرقع إحدى الوسائل المشهورة لتغطية الوجه، والكثير من النساء تعتمد عليه بشكل كلي.
قد عٌرف البرقع في الكثير من المجتمعات، ولا يجوز لبسه في الحج أو العمرة.